# USS Iowa (BB-61)
«Айова» (англ. USS Iowa (BB-61)) — головний корабель серії з 4 лінкорів типу «Айова» ВМС США. Названий на честь штату Айова.
Вступив до ладу в роки Другої світової війни, брав участь у війні з Японією на Тихому океані і в Корейській війні. Двічі (у 1951 і 1984) був реактивований після виведення в резерв. Остаточно виведений зі складу бойових кораблів в 1990 році і довгий час знаходився на стоянці резервного флоту в Сесун-Бей (шт. Каліфорнія). 28 жовтня 2011 відбуксирували в порт Річмонд, Каліфорнія для відновлення перед переходом на постійне місце базування в порту Лос-Анджелеса. Виключений зі списків плавзасобів 9 червня 2012 З 7 липня того ж року відкритий для доступу як корабель-музей. Останній в історії флоту лінійний корабель, що знаходився в строю.

## Історія служби

### Закладка та спуск
Лінійний корабель «Айова», третій корабель ВМФ США з цією назвою, був закладений на Нью-Йоркській військово-морської верфі (New York Navy Yard) 27 червня 1940, спущений на воду 27 серпня 1942, став до ладу 22 лютого 1943 під командуванням капітана 1 рангу Дж. Маккрі (Capt. John L. McCrea).

### Участь у Другій світовій війні
24 лютого 1943 лінкор відбув на випробувальне плавання до Чесапікської затоки і вздовж Атлантичного узбережжя США. 27 серпня 1943 був направлений в Аргентію, острів Ньюфаундленд), щоб відбити ймовірну загрозу з боку німецького лінкора «Тірпіц», який, за відомостями розвідки, знаходився в норвезьких водах.
Наприкінці 1943 доставив в Касабланку (Французьке Марокко) президента Франкліна Рузвельта, що прямував на Тегеранську конференцію союзників. Після закінчення конференції доставив президента назад в США.

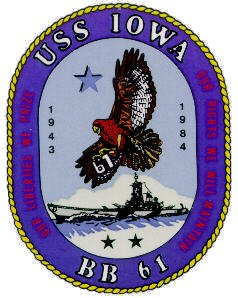
Нарукавна нашивка екіпажу «Айови»

2 січня 1944 як флагманський корабель 7-го лінійного дивізіону вирушив на Тихий океан, де дістав бойове хрещення під час операції на Маршаллових островах. З 29 січня по 3 лютого підтримував удари авіаносців контр-адмірала Фредеріка Шермана (Rear Admiral Frederick C. Sherman) по атолам Кваджалейн і Еніветок, а потім удари по японській базі на атолі Чуук (Каролінські острови). 16 лютого 1944 разом з кількома іншими кораблями відокремився від оперативного з'єднання для зачистки акваторії від японських кораблів, які залишили Чуук в північному напрямку. 21 лютого у складі авіаносного оперативного з'єднання «58» брав участь у перших ударах по Сайпану, Тініану, Рота і Гуаму в Маріанському архіпелазі.
18 березня 1944 під прапором командувача тихоокеанськими лінійними силами віце-адмірала Вілліса Лі (Vice Admiral Willis A. Lee) лінкор брав участь в обстрілі атола Мілі (Маршаллові острови), отримав незначні ушкодження від потрапляння двох японських 120-мм снарядів. 30 березня повернувся до складу оперативного з'єднання «58» для підтримки авіаносних ударів островів Палау і Волеаі (Каролінські острови).
З 22 по 28 квітня 1944 брав участь у авіаносних рейдах на Холландію, Айтапе і Вакде для підтримки армійських сил в Айтапе, в бухті Танамера і затоці Гумбольдт на Новій Гвінеї. Потім у складі з'єднання «58» 29—30 квітня завдав другого удару по Чуук і 1 травня обстріляв японські споруди на Понапе (Каролінські острови).

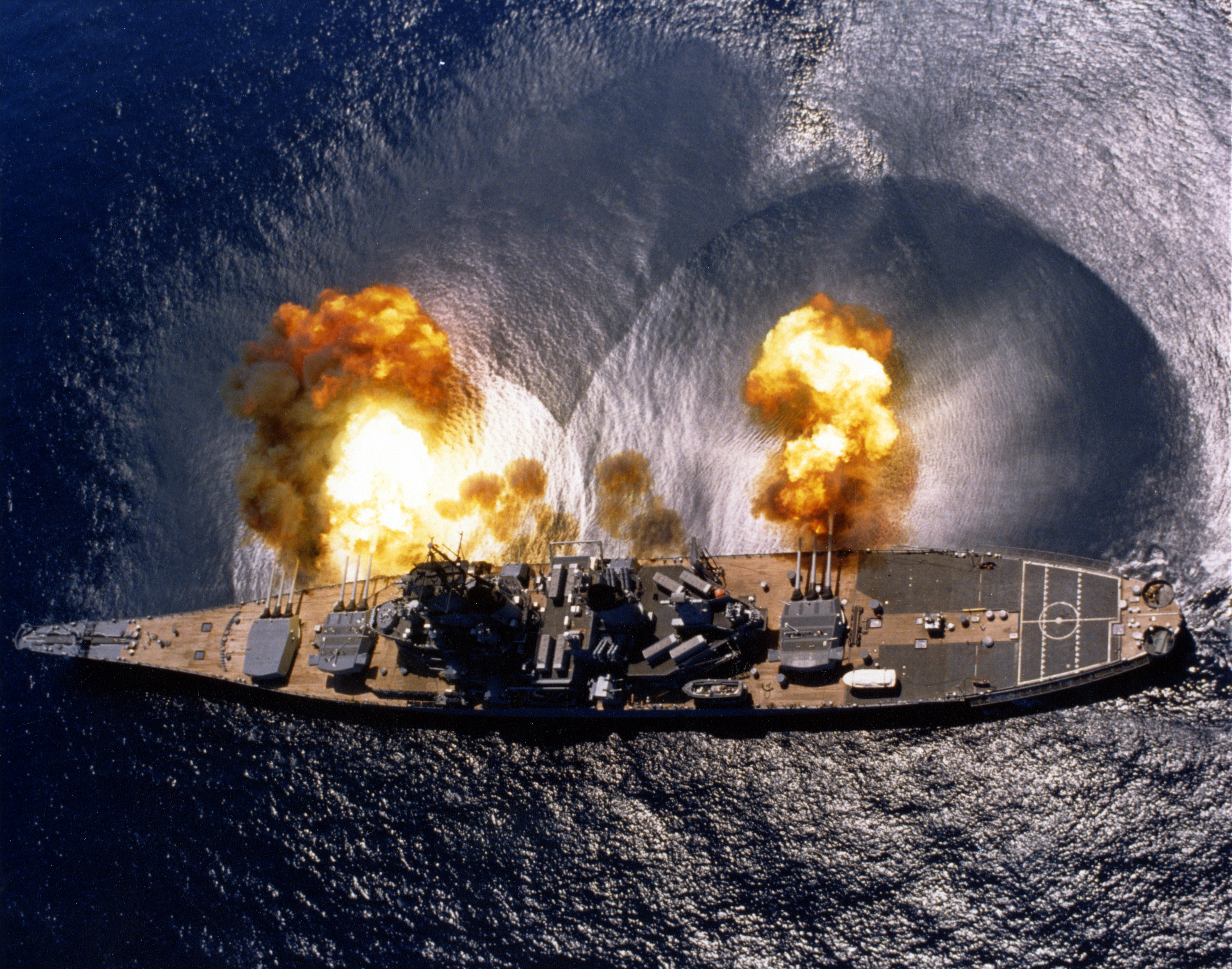

На початковій стадії битви у Філіппінському морі 12 червня 1944 входив в сили прикриття авіаносців під час ударів по островах Сайпан, Тініан, Гуам, Рота і Паган, 13—14 червня брав участь в обстрілі японських споруд на Сайпані і Тініані. 19 червня під час бою в Філіппінському море у складі лінійних сил оперативного з'єднання «58» брав участь у відбитті чотирьох масованих японських авіаударів, в результаті чого японська палубна авіація була практично повністю знищена, переслідував японські кораблі, збивши один японський торпедоносець і ще один спільно з іншими кораблями.
У липні 1944 року залишався в районі Маріанських островів, беручи участь у підтримці авіаударів по островах Палау і висадки на острів Гуам. Після місячної перерви 17 вересня у складі 3 флоту відбув з Еніветока для підтримки висадки на Пелеліу. Потім прикривав авіаносці під час авіаударів по центральних Філіппінам з метою нейтралізації японської авіації напередодні вторгнення на Філіппінські острови. 10 жовтня відбув до берегів Окінави для серії авіаударів по островах Рюкю і Тайвань. 18 жовтня брав участь у підтримці авіаударів по Лусону, а 20 жовтня — висадки генерала Макартура на Лейте.
Щоб перешкодити захопленню Філіппін, японський флот здійснив три атаки, націлені на знищення американських десантних сил в затоці Лейте. У складі оперативного з'єднання «38» брав участь у відбитті удару Центральних сил японського флоту, що висувалися з моря Сібуян до протоки Сан-Бернардіно. В результаті бойових дій японські Центральні сили були розбиті і відступили. Далі брав участь у перехопленні Північних сил японського флоту біля мису Енгано, острів Лусон) і залишалався у філіппінських водах, прикриваючи авіаносці під час ударів по Лусону і Тайваню. У грудні 1944 відбув на західне узбережжя США.
15 січня 1945 прибув в Сан-Франциско для капітального ремонту. 19 березня 1945 відбув на острів Окінава, прибувши на місце 15 квітня. 24 квітня брав участь у підтримці авіаносців, що забезпечували повітряне прикриття висадки американських військ на Окінаву. З 25 травня по 13 червня брав участь у нанесенні авіаударів по південній частині острова Кюсю. 14—15 липня брав участь в ударах по японській метрополії — Муроран (острів Хоккайдо), а 17—18 липня — по м. Хітаті (острів Хонсю). Потім до самого припинення бойових дій 15 серпня 1945 підтримував дії авіаносних з'єднань.
29 серпня 1945 в складі окупаційних сил увійшов у Токійську бухту і як флагманський корабель адмірала Вільяма Холсі 2 вересня брав участь у церемонії підписання японської капітуляції. 20 вересня лінкор відбув з Токійської бухти до США.

### 1945—1949 роки
15 жовтня 1945 «Айова» прибув в Сієтл, а в січні 1946 повернувся в японські води як флагманський корабель 5-го флоту і як такий перебував до 25 березня 1946, коли повернувся в США. З березня 1946 по вересень 1948 «Айова» діяв біля західного узбережжя США, беручи участь у тренуваннях, навчаннях і стрільбах у складі тихоокеанського флоту. 24 березня 1949 лінкор був виведений зі складу флоту.

### Війна в Кореї (1951—1953 роки)
З початком бойових дій в Кореї, 25 серпня 1951 лінкор повернувся до складу флоту під командуванням капітана 1 рангу Вільяма Смедберга і до березня 1952 діяв біля західного узбережжя США, а потім відбув на Близький Схід.
1 квітня 1952 «Айова» став флагманським кораблем 7-го флоту (командувач — віце-адмірал Роберт Бриско, і відбув в Йокосуку для підтримки сил ООН в Кореї. З 8 квітня по 16 жовтня брав участь в бойових операціях біля східного узбережжя Кореї, здійснюючи підтримку наземних сил артилерійськими ударами по Сонгджіну і Коджо в Північній Кореї. Після того, як віце-адмірал Дж. Кларк змінив на посту командувача флотом адмірала Бриско, «Айова» залишився флагманським кораблем до 17 жовтня 1952. 19 жовтня відбув з Йокосуки в Норфолк для капітального ремонту та навчальних операцій в Карибському морі.

### 1953—1958 роки

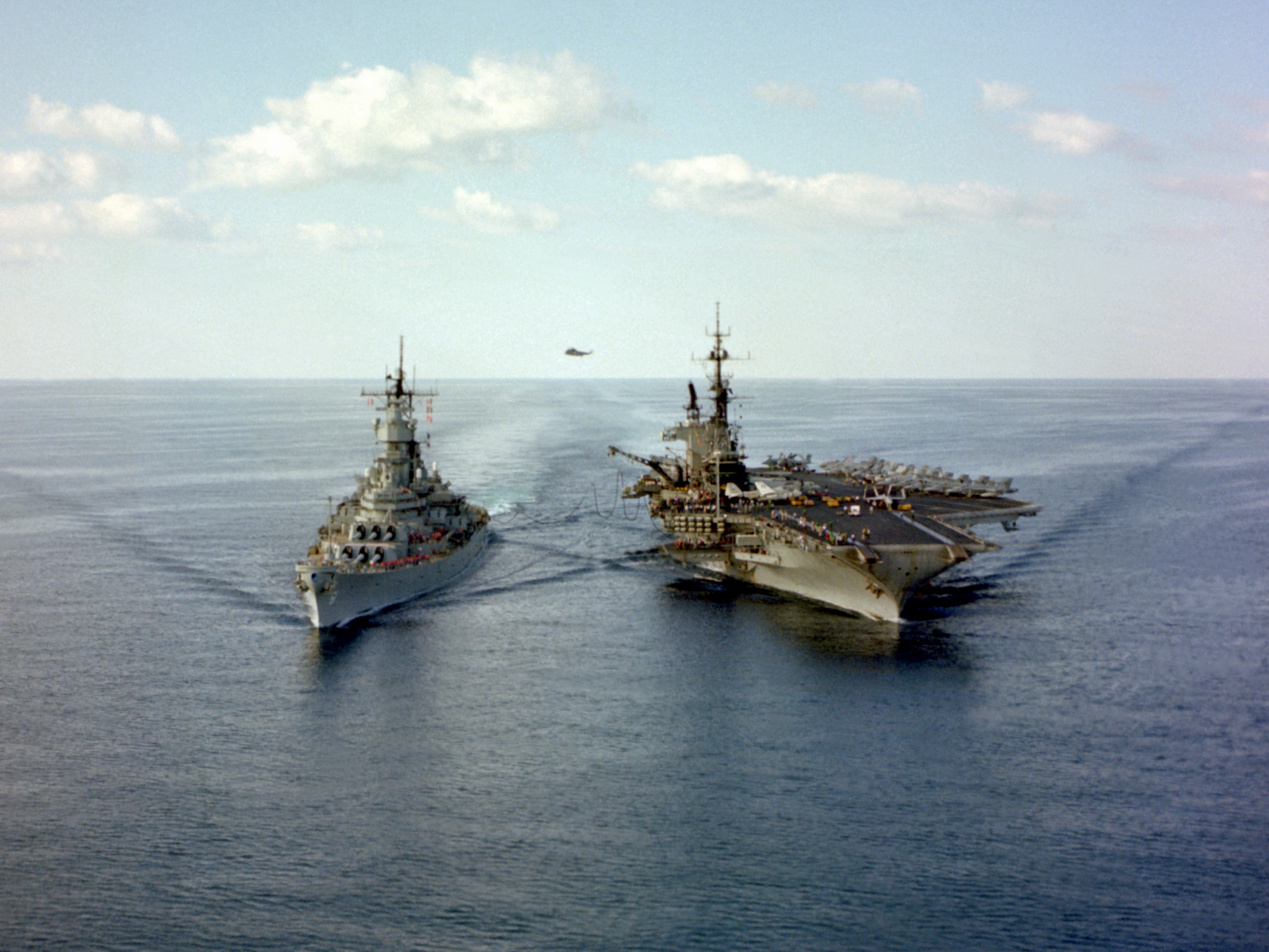
«Айова» та USS Midway (CVB-41)

У липні 1953 «Айова» відбув у Північну Європу, а потім взяла участь у головних навчаннях НАТО під назвою «Операція Маринер» (Operation «Mariner») як флагманський корабель командувача 2-м флотом віце-адмірала Вулфріджа (Vice Admiral ET Woolfidge). По закінченні навчань і до кінця 1954 діяв в районі Вірджинія Кейпс. У вересні 1954 став флагманським кораблем командувача лінійними і крейсерськими силами Атлантичного флоту контр-адмірала Ліббі (Rear Admiral RE Libby).
З січня по квітень 1955 здійснив тривале плавання по Середземному морю як перший лінійний корабель, постійно приписаний до 6-го флоту США. 1 червня 1955 відбув у мічманський круїз, а після нього пройшов у Норфолк на 4-місячний капітальний ремонт. Після закінчення ремонту брав участь у навчальному плаванні й тактичних навчаннях, 4 січня 1957 відбув з Норфолка в Середземне море до складу 6-го флоту. Після закінчення розгортання в Середземному морі здійснив мічманський круїз у Південну Америку, 13 червня 1957 брав участь у міжнародному військово-морському ревю в Хемптон-Роудс.
3 вересня 1957 відбув до берегів Шотландії для участі в навчаннях НАТО під назвою «Операція „Удар“» (Operation «Strikeback»), 28 вересня 1957 повернувся в Норфолк, звідки 22 жовтня того ж року відбув на військово-морську верф в Філадельфії, де 24 лютого 1958 був виведений зі складу флоту, тим самим, увійшовши до складу Атлантичного резервного флоту.

## Музейний експонат
З 4 липня 2012 є експонатом музею лінкора «Айова».